# Léonce et le Bain du préfet
Pour plus de détails, voir Fiche technique et Distribution.
Léonce et le Bain du préfet est un film muet français réalisé par Léonce Perret, sorti en 1915.

## Fiche technique
Source IMDb
- Titre : Léonce et le Bain du préfet
- Réalisation : Léonce Perret
- Photographie : Georges Specht
- Société de production : Société des Établissements L. Gaumont
- Pays d'origine : France
- Format : Muet - Noir et blanc
- Pays d'origine :  France
- Langue : film muet avec les intertitres  en français
- Format : Noir et blanc — 35 mm — 1,33:1 — Muet
- Métrage :
- Genre : Comédie
- Durée :
- Dates de sortie :
  -  France : 1915

## Distribution
- Léonce Perret : Léonce